# Steven Shainberg
Ne doit pas être confondu avec Steven Spielberg.
Steven Shainberg, né le 5 février 1963, est un réalisateur et producteur de cinéma américain.
Shainberg est diplômé d'un BA de l'Université Yale en littérature anglaise. Après son diplôme, il a travaillé comme assistant metteur en scène, coordinateur de production, et assistant éditeur sur un nombre de films, publicités, et vidéos rock.
Il travailla aussi comme producteur indépendant développant des adaptations des romans L'Agent secret de Joseph Conrad et L'Américain de Henry James.
À l'institut américain du cinéma, il mit en scène et écrivit quatre courts-métrages incluant The Prom avec Jennifer Jason Leigh et J. T. Walsh. The Prom gagna le Grand Prix au Festival International de Houston, le Prix de la critique au Festival du film de Breckenridge, et la médaille d'argent au Festival du film de New York.
En 1998, sa série de courts-métrages Mr. Virgil fut diffusée pendant six mois sur MTV et également sa vidéo pour Debbie Harry Strike Me Pink.

## Filmographie
- 1992 : The Prom (court métrage)
- 1993 : Angela & Viril (court métrage)
- 1993 : Alice & Viril (court métrage)
- 1996 : Hit Me
- 2002 : La Secrétaire (Secretary)
- 2006 : Fur (Fur: An Imaginary Portrait of Diane Arbus)
- 2016 : Rupture